# Donkse Laagten
Donkse Laagten is een natuurgebied dat is gelegen in de gemeente Molenlanden, in de Nederlandse provincie Zuid-Holland. Het Grote of Achterwaterschap-kanaal loopt door het gebied heen. In december 2009 werd het veenweidegebied een Natura 2000-gebied.
Het gebied wordt grotendeels beheerd door Staatsbosbeheer, maar een eendenkooi is in particulier bezit.
De Donkse Laagten zijn open voor recreatie. Tijdens de mond-en-klauwzeercrisis van 2001 was het gebied afgesloten.
Aamsveen (gebiedsnummer 55)
· Abdij Lilbosch & voormalig Klooster Mariahoop (151)
· Abtskolk & De Putten (162)
· Achter de Voort, Agelerbroek & Voltherbroek (47)
· Arkemheen (56) 
· Bakkeveense Duinen (17)
· Bargerveen (33)
· Bekendelle (63)
· Bemelerberg & Schiepersberg (156)
· Bergvennen & Brecklenkampse Veld (46)
· Biesbosch (112)
· Binnenveld (voorheen Bennekomse Meent) (65)
· Boddenbroek (52)
· Het Bossche Broek (132)
· Boetelerveld (41)
· Boezems Kinderdijk (106)
· Borkeld (44)
· Boschhuizerbergen (144)
· Botshol (83)
· Brabantse Wal (128)
· Broekvelden, Vettenbroek & Polder Stein (104)
· Bruine Bank (168)
· Brunssummerheide (155)
· Bunder- en Elslooërbos (153)
· Buurserzand & Haaksbergerveen (53)
· Canisvlietse Kreek (125)
· Coepelduynen (96)
· De Bruuk (69)
· Deelen (14)
· De Alde Feanen (13)
· De Wilck (102)
· Deurnsche Peel & Mariapeel (139) 
· Dinkelland (49)
· Doggersbank (164)
· Donkse Laagten (107)
· Drents-Friese Wold & Leggelderveld (27)
· Drentsche Aa-gebied (25)
· Drouwenerzand (26)
· Duinen Ameland (5) 
· Duinen Den Helder-Callantsoog (84)
· Duinen en Lage Land Texel (2) 
· Duinen Goeree & Kwade Hoek (101) 
· Duinen Schiermonnikoog (6) 
· Duinen Terschelling (4) 
· Duinen Vlieland (3) 
· Dwingelderveld (30)
· Eemmeer & Gooimeer Zuidoever (77)
· Eilandspolder (89)
· Elperstroomgebied (28)
· Engbertsdijksvenen (40) 
· Fochteloërveen (23)
· Friese Front (166)
· Gelderse Poort (67)
· Geleenbeekdal (154)
· Geuldal (157)
· Grensmaas (152)
· Grevelingen (115)
· Groot Zandbrink (80)
· Groote Gat (124)
· Groote Peel (140) 
· Groote Wielen (9)
· Haringvliet (109)
· Holtingerveld (29)
· Hollands Diep (111)
· IJsselmeer (72)
· Ilperveld, Varkensland, Oostzanerveld & Twiske (92)
· Kampina & Oisterwijkse Vennen (133)
· Kempenland-West (135)
· Kennemerland-Zuid (88)
· Ketelmeer & Vossemeer (75)
· Klaverbank (165)
· Kolland en Overlangbroek (81)
· Kop van Schouwen (116)
· Korenburgerveen (61)
· Krammer-Volkerak (114)
· Kunderberg (158)
· Landgoederen Brummen (58)
· Landgoederen Oldenzaal (50)
· Langstraat (130)
· Lauwersmeer (8)
· Leekstermeergebied (19)
· Leenderbos, Groote Heide & De Plateaux (136)
· Lemselermaten (48)
· Lepelaarplassen (79)
· Leudal (147)
· Liefstinghsbroek (21)
· Lingegebied en Diefdijk Zuid (70)
· Loevestein, Pompveld & Kornsche Boezem (71)
· Lonnekermeer (51)
· Leemkuilen (131)
· Loonse en Drunense Duinen (131)
· Maasduinen (145)
· Maas bij Eijsden (167)
· Manteling van Walcheren (117)
· Mantingerbos (31)
· Mantingerzand (32)
· Markermeer & IJmeer (73)
· Markiezaat (127)
· Meijendel & Berkheide (97)
· Moerputten (132)
· Meinweg (149)
· Naardermeer (94)
· Nieuwkoopse Plassen & De Haeck (103)
· Noorbeemden & Hoogbos (161)
· Noordhollands Duinreservaat (87)
· Noordzeekustzone (7) 
· Norgerholt (22)
· Oeffelter Meent (141)
· Olde Maten & Veerslootslanden (37)
· Oostelijke Vechtplassen (95)
· Oosterschelde (118)
· Oostvaardersplassen (78)
· Oude Maas (108)
· Oudegaasterbrekken, Fluessen en omgeving (10)
· Oudeland van Strijen (110)
· Polder Westzaan (91)
· Polder Zeevang (93)
· Regte Heide & Riels Laag (134)
· Roerdal (150)
· Rottige Meenthe & Brandemeer (18)
· Sallandse Heuvelrug (42)
· Sarsven en De Banen (146)
· Savelsbos (160)
· Schoorlse Duinen (86)
· Sint-Jansberg (142)
· Sint Pietersberg & Jekerdal (159)
· Sneekermeergebied (12)
· Solleveld & Kapittelduinen (99)
· Springendal & Dal van de Mosbeek (45)
· Stelkampsveld (60)
· Strabrechtse Heide & Beuven (137)
· Swalmdal (148)
· Teeselinkven (59)
· Uiterwaarden IJssel (38)
· Uiterwaarden Lek (82)
· Uiterwaarden Neder-Rijn (66)
· Uiterwaarden Waal (68)
· Uiterwaarden Zwarte Water en Vecht (36)
· Ulvenhoutse Bos (129)
· Van Oordt's Mersken (15)
· Vecht- en Beneden-Reggegebied (39)
· Veerse Meer (119)
· Veluwe (57)
· Veluwerandmeren (76)
· Vlakte van de Raan 163)
· Vlijmens Ven (132)
· Vogelkreek (126)
· Voordelta (113) 
· Voornes Duin (100) 
· Waddenzee (1) 
· Weerribben (34)
· Weerter- en Budelerbergen & Ringselven (138)
· Westduinpark & Wapendal (98)
· Westerschelde & Saeftinghe (122)
· Wieden (35)
· Wierdense Veld (43)
· Wijnjeterper Schar (16)
· Willinks Weust (62)
· Witte en Zwarte Brekken (11)
· Witte Veen (54)
· Witterveld (24) 
· Wooldse Veen (64)
· Wormer- en Jisperveld & Kalverpolder (90)
· Yerseke en Kapelse Moer (121)
· Zeldersche Driessen (143)
· Zoommeer (120)
· Zouweboezem (105)
· Zuidlaardermeergebied (20)
· Zwanenwater & Pettemerduinen (85)
· Zwarte Meer (74)
· Zwin & Kievittepolder (123)